# Адамс (Небраска)
Адамс (англ. Adams) — селище (англ. village) в США, в окрузі Ґейдж штату Небраска. Населення — 604 особи (2020).

## Географія
Адамс розташований за координатами 40°27′32″ пн. ш. 96°30′27″ зх. д. / 40.45889° пн. ш. 96.50750° зх. д. (40.459011, -96.507363).  За даними Бюро перепису населення США в 2010 році селище мало площу 1,51 км², уся площа — суходіл.

## Демографія
Згідно з переписом 2010 року, у селищі мешкали 573 особи в 197 домогосподарствах у складі 141 родини. Густота населення становила 380 осіб/км².  Було 217 помешкань (144/км²).
Расовий склад населення:
| - 99,7 % — білих - 0,2 % — азіатів |

До двох чи більше рас належало 0,2 %. Частка іспаномовних становила 0,7 % від усіх жителів.
За віковим діапазоном населення розподілялося таким чином: 24,6 % — особи молодші 18 років, 47,1 % — особи у віці 18—64 років, 28,3 % — особи у віці 65 років та старші. Медіана віку мешканця становила 40,8 року. На 100 осіб жіночої статі у селищі припадало 99,0 чоловіків;  на 100 жінок у віці від 18 років та старших — 100,9 чоловіків також старших 18 років.
Середній дохід на одне домашнє господарство  становив 66 557 доларів США (медіана — 58 281), а середній дохід на одну сім'ю — 86 668 доларів (медіана — 77 917). Медіана доходів становила 55 357 доларів для чоловіків та 32 000 доларів для жінок. За межею бідності перебувало 11,1 % осіб, у тому числі 14,7 % дітей у віці до 18 років та 7,8 % осіб у віці 65 років та старших.
Цивільне працевлаштоване населення становило 248 осіб. Основні галузі зайнятості: освіта, охорона здоров'я та соціальна допомога — 29,0 %, фінанси, страхування та нерухомість — 12,5 %, будівництво — 10,5 %, транспорт — 8,9 %.